# كاثرين بود
كاثرين بود (بالإنجليزية: Katharine Budd)‏ هي مهندسة معمارية أمريكية، ولدت في 1860، وتوفيت في 1951.